# بوي جورج
جورج ألان أودود (George Alan O'Dowd) (بالإنجليزية: Boy George)‏ يعرف باسم (بوي جورج (Boy George) من مواليد 14 يونيو 1964 .هو مغني و كاتب أغاني ودي جي ومصمم أزياء ومصور إنجليزي حائز علي جائزة الغرامي وجائزة بريت .

## روابط خارجية
- بوي جورج على موقع IMDb (الإنجليزية)
- بوي جورج على موقع ألو سيني (الفرنسية)
- بوي جورج على موقع ميوزك برينز (الإنجليزية)
- بوي جورج على موقع ميوزك برينز (الإنجليزية)
- بوي جورج على موقع رولينغ ستون (الإنجليزية)
- بوي جورج على موقع قاعدة بيانات برودواي على الإنترنت (الإنجليزية)
- بوي جورج على موقع إن إن دي بي (الإنجليزية)
- بوي جورج على موقع أول ميوزيك (الإنجليزية)
- بوي جورج على موقع أول ميوزيك (الإنجليزية)
- بوي جورج على موقع أول ميوزيك (الإنجليزية)
- بوي جورج على موقع أول ميوزيك (الإنجليزية)